# Mampsis

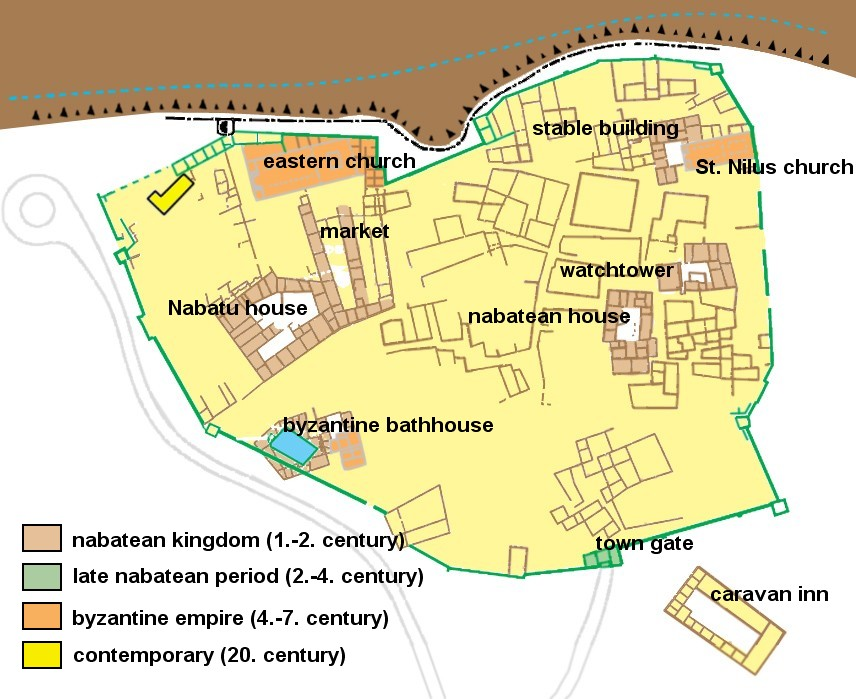
Plan miasta

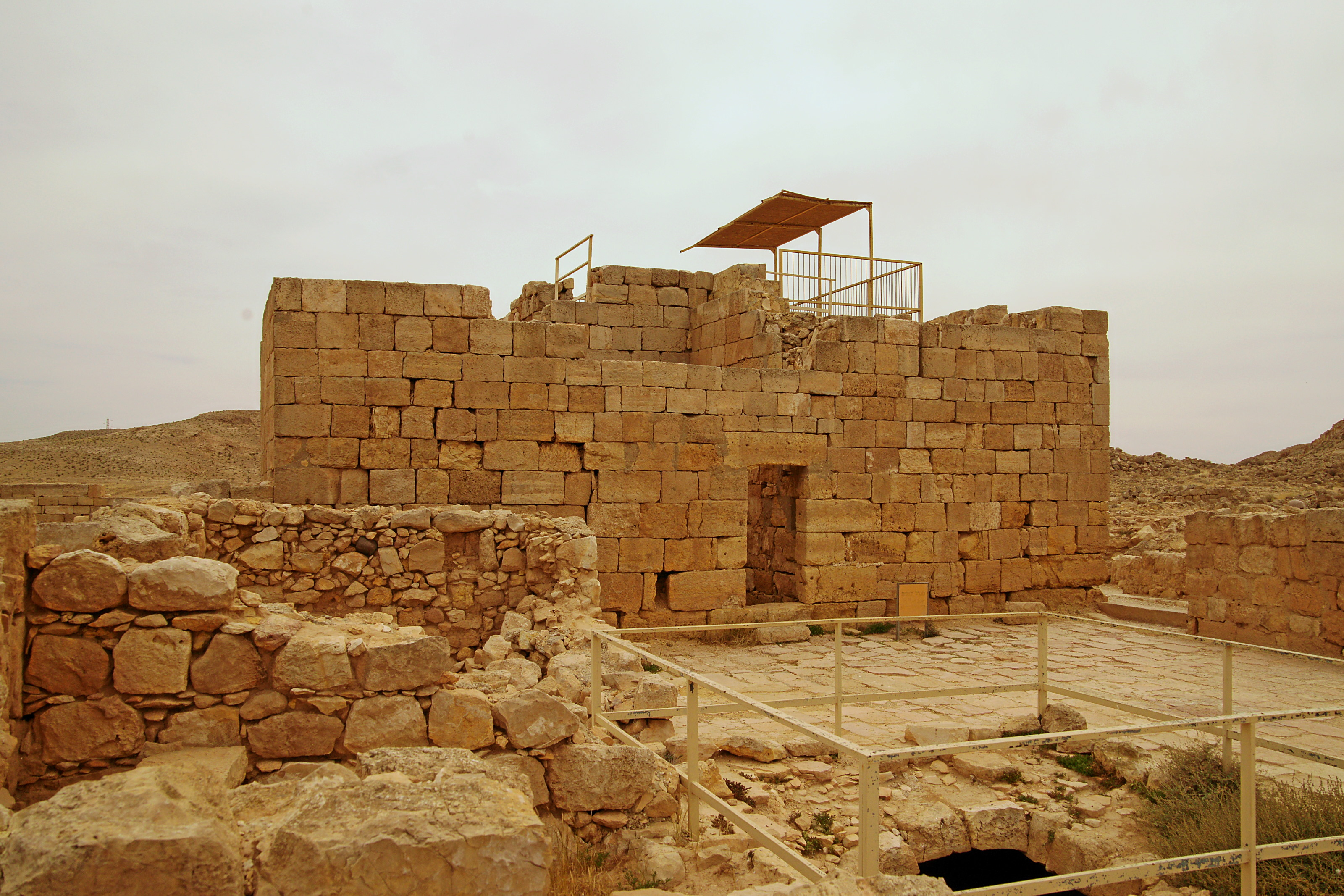
Ruiny nabatejskiej wieży obserwacyjnej

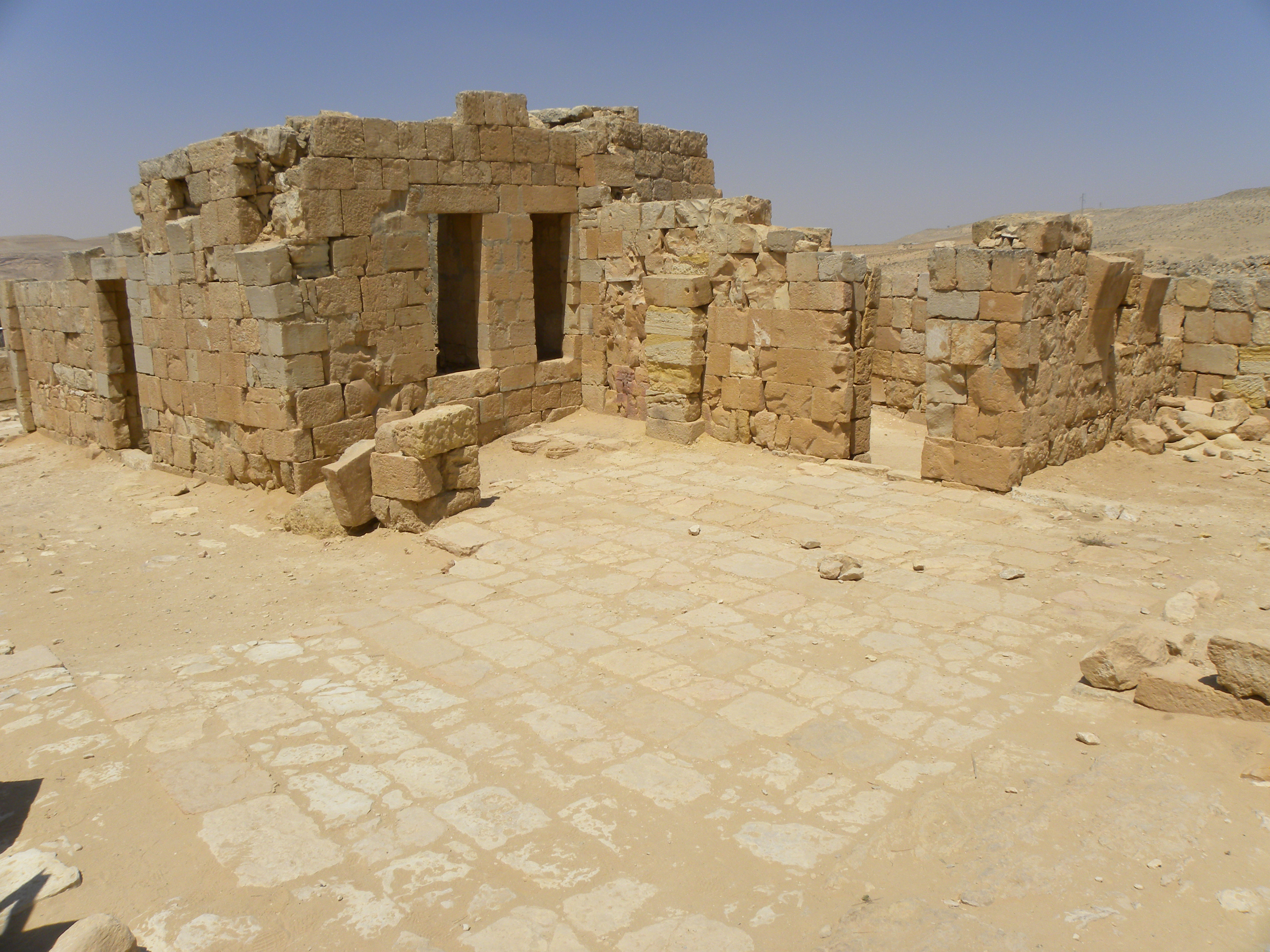
Dziedziniec tzw. pałacu

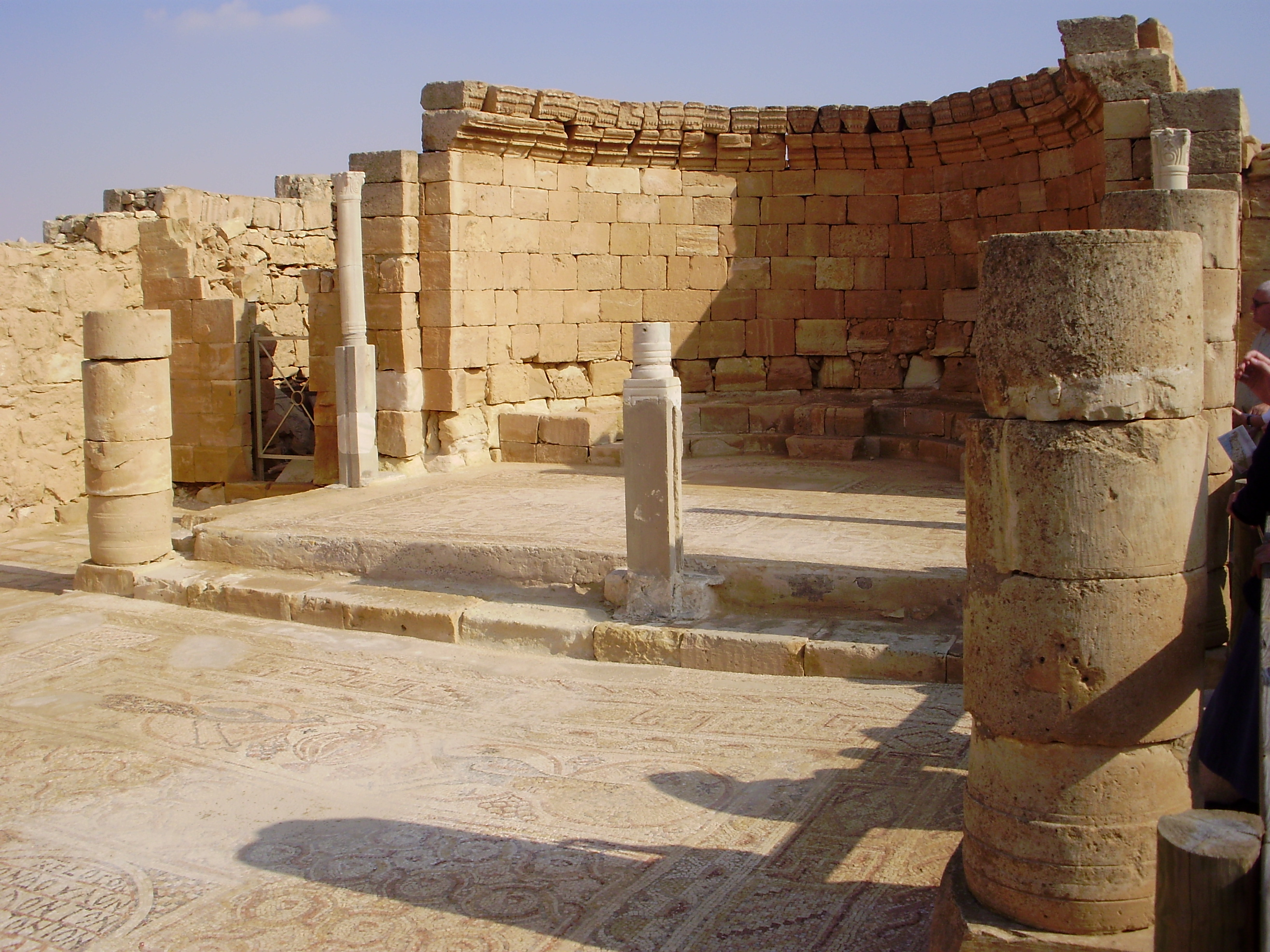
Ruiny kościoła zachodniego

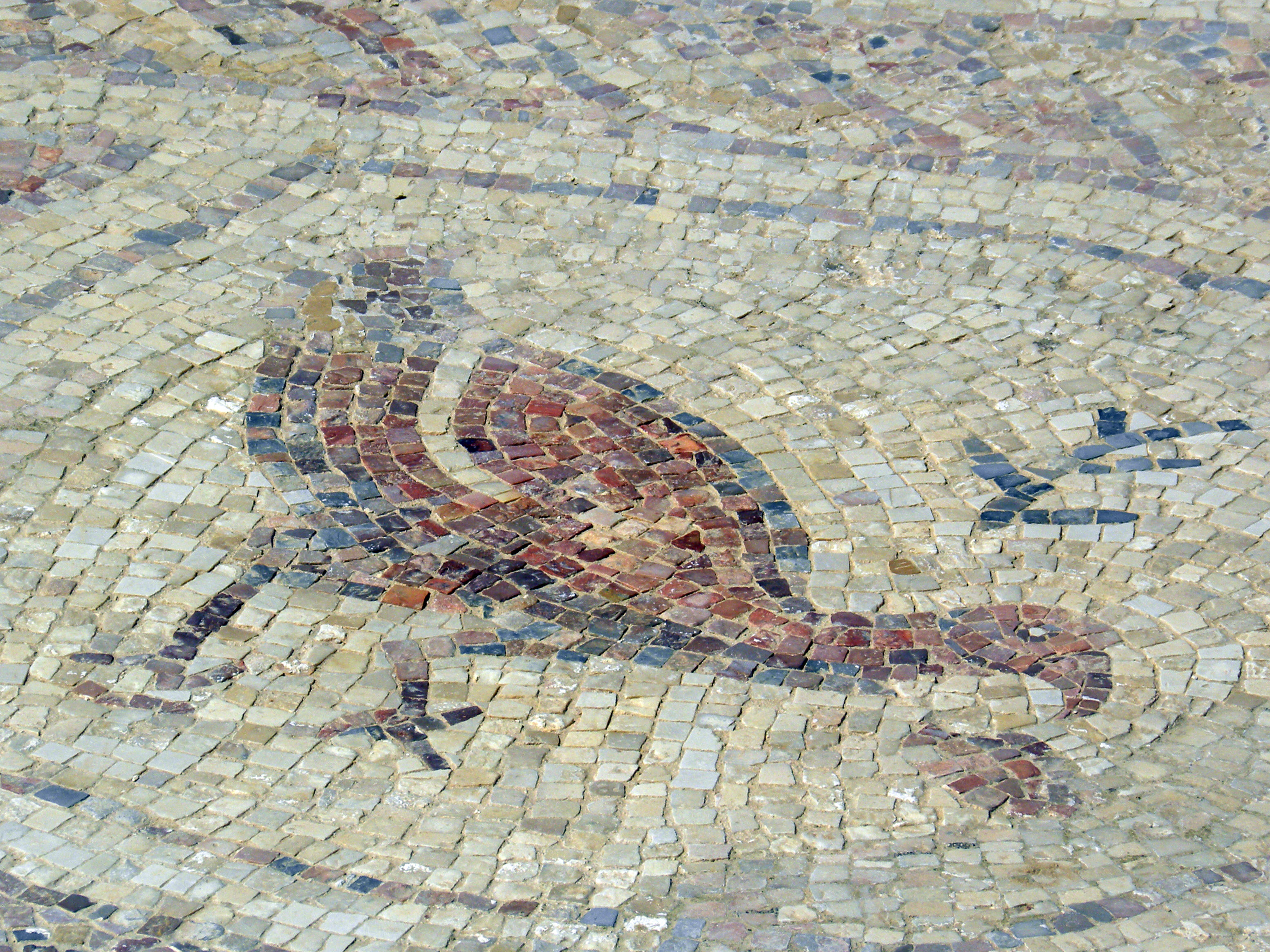
Mozaika z kościoła zachodniego

Mampsis, Mamszit, Kurnub (hebr. ממשית, Mamszit; arab. ممشيت, Mamszit) – starożytne miasto nabatejskie położone na pustyni Negew w Izraelu, ok. 40 km na południowy wschód od współczesnej Beer Szewy. Stanowisko archeologiczne zlokalizowane jest na skrzyżowaniu dróg, które w starożytności prowadziły do Elatu z Jerozolimy, Gazy i Beer-Szeby oraz do Hebronu z Jerozolimy. Początkowo miasto było identyfikowane z Tamar. Nazwa arabska, Kurnub, nie ma genezy starożytnej.
W 2005 izraelski fragment Szlaku kadzidlanego, wraz z położonymi na nim nabatejskimi miastami: Mampsis, Sobota, Oboda i Elusa, został wpisany przez UNESCO na listę światowego dziedzictwa kulturowego i przyrodniczego ludzkości.

## Źródła pisane
Najwcześniejsza wzmianka o Mampsis pochodzi z Geografii Ptolemeusza, w której wymieniono je jako jedno z miast Idumei, położone na zachodnim brzegu Jordanu. Według Euzebiusza (Onom., 8,8) o dzień marszu z Mampsis, przy szlaku prowadzącym z Hebronu do Elatu, zlokalizowana była biblijna miejscowość Tamar (Thamara) z obsadzonym w niej garnizonem. Według mapy z Medeby do otoczonego murami Mampsis prowadziła łukowata brama z dwoma wieżami. O miejscowości wzmiankują źródła bizantyjskie. W papirusach z Niccany Mampsis wymienione jest jako miasto, płacące umiarkowane podatki. Z inskrypcji wczesnoarabskich wynika, że miasto zostało podbite przez Arabów w początkowym okresie ich ekspansji.

## Badania archeologiczne

### Ekspedycje badawcze
W 1838 roku Edward Robinson, na podstawie obserwacji przez lornetkę, opisał Mampsis jako morze ruin, z którego wyłaniają się pozostałości po obiektach sakralnych i instytucjach publicznych. Opinia Edwarda Palmera, który odwiedził miasto nieco później, niewiele się różniła od opisu poprzednika. W 1902 roku Alois Musil jako pierwszy sporządził plan miasta, wskazując na nim mur miejski oraz identyfikując dwa kościoły i kilka budynków. W 1914 roku Leonard Woolley i Thomas Edward Lawrence naszkicowali nowy plan – mniej szczegółowy od planu Musila, ale z naniesionym schematem wodociągu. John Henry Iliffe w 1934 roku znalazł w mieście skorupy z okresów nabatejskiego i wczesnorzymskiego. Trzy lata później, podczas ekspedycji Philipa Langstaffe'a Orda Guya i George’a Kirka, sporządzono szczegółowy plan miasta i odkryto cmentarzyska, z których dwa zostały przebadane w latach 1965–1967 przez Awrahama Negewa na zlecenie Uniwersytetu Hebrajskiego i Centralnych Parków Narodowych. W trakcie kolejnych ekspedycji Negewa w latach 1971–1972 i 1990 została odsłonięta znaczna część miasta.

### Wykopaliska
Najstarsze ruiny Mampsis datowane są na I wiek. Datacja została ustalona na podstawie nabatejskiej i wczesnorzymskiej ceramiki. W jednym z grobów odkryto nabatejskie naczynia i monetę z 74 roku.
Przez środek miasta przebiegała dolina, dzieląca je na dwie części. W części zachodniej, na niewielkim wzniesieniu, znajdował się akropol. Otaczający miasto od północy i północnego zachodu płaski teren przegrodzono fortyfikacjami, mającymi stanowić zaporę dla plemion koczowniczych. Zajmujące powierzchnię około 5 hektarów miasto posiadało tylko jedną ulicę, zabudowa nie miała charakteru zwartego. Wielopokoleniowe domostwa były rozległymi strukturami o dwóch lub trzech piętrach, największe z nich zajmowało powierzchnię 2000 m². Z okresu nabatejskiego pochodzą warownia, zbudowana na planie kwadratu o boku 10 m wieża obserwacyjna oraz położony poza murami miasta karawanseraj. Jedną z budowli z tego okresu jest tzw. pałac. Wejście do niego zlokalizowane było od strony południowej i prowadziło do westybulu o wymiarach 6×2,8 m. Od strony zachodniej przylegały do niego strażnica i wieża obronna. Z westybulu przechodziło się na dziedziniec o wymiarach 13×8,5 m. Od wschodu dziedziniec otaczały salon, biblioteka, kuchnia, pokoje dla służby i dwa magazyny, od zachodu – pomieszczenia gospodarcze, od północy – apartamenty mieszkalne. W tymże stuleciu w mieście powstała łaźnia na wzór rzymski oraz zbiornik na doprowadzaną kanałami z okolicznych wadi wodę, pozyskiwaną z przegrodzonych jaru i dwóch mniejszych wadi. Woda spływała do odkrytych zbiorników, skąd była przenoszona do wykutych pod domami skalnych cystern. Jej nadmiar przechowywano w przykrytym arkadami rezerwuarze o wymiarach 18×10×3 m i objętości około 400 m³.
Z okresu późnonabatejskiego, tj. z drugiej połowy II wieku, pochodzą odnalezione kapitele, ornamenty architektoniczne i murarka, wykonana metodą obróbki ukośnej. Domostwa budowano jako swego rodzaju twierdze. Ich centralną częścią był wewnętrzny dziedziniec. Zabudowania stanowiły poszczególne skrzydła, wznoszone wokół niego. Do środka domostwa prowadziło jedno wejście. Fasady domostw nie miały okien i dodatkowych drzwi. Dziedziniec otoczony był galerią, wspartą na filarach. Każde ze skrzydeł domostwa miało własną klatkę schodową. W jej centrum znajdował się filar z wybitymi w nim schodami. Wszystkie klatki schodowe były połączone galeryjkami, z których prowadziły wejścia do pomieszczeń użytkowych. Przy dwóch domostwach odkryto stajnie w formie bazylikalnej. W środku stajni położony był kwadratowy dziedziniec, po którego bokach znajdowały się dwie wąskie nawy z łukowatymi oknami, przy których stały kamienne koryta. Wejścia do naw zamykane były łukowatymi wrotami.
W pobliżu Mampsis zachowały się także dwie nekropole. Cmentarzysko nabatejskie położone było w odległości około kilometra na północ od Mampsis. Znaleziono na nim 25 (lub 20) nienaruszonych grobów szybowych o głębokości 1–4 m, przykrytych nagrobkami w kształcie piramidy schodkowej na kwadratowej podstawie. Przetrwał tylko jeden taki nagrobek, gdyż zawalił się wewnątrz pochówka. Do głębokości 1,8–2,3 m każdy z grobów był wypełniony szczelnie ułożonymi kamieniami. Poniżej tego poziomu znajdowała się kamienna wnęka, gdzie bezpośrednio na ziemi lub w cedrowej trumnie kładziono zmarłego na plecach, w pozycji wyprostowanej, z głową zwróconą w kierunku zachodnim. Niekiedy ciała zmarłych ozdabiano biżuterią z kamieni półszlachetnych. Kilku pochowanym włożono do grobu denar Trajana.
Drugie, pochodzące z II wieku, cmentarzysko położone było 200 m na północny wschód od miasta. Przeznaczone było na miejsce pochówku żołnierzy ze stacjonującego tu rzymskiego garnizonu. Zwłoki zmarłych były kremowane na specjalnie przygotowanych platformach kamiennych, na których ustawiano nagrobki w kształcie schodkowych piramidek lub stosu kamieni. Dwie odkryte inskrypcje łacińskie wymieniają pochowanych w tym miejscu legionistów.
W czasach późnorzymskich Mampsis otoczono murami, które zamykały obszar miejski mający powierzchnię 4 hektarów. Z miasta prowadziły dwie bramy: wschodnia – na główną drogę, zachodnia – do zbiorników wodnych. Układ urbanistyczny nie zmienił się. Jedno z domostw zostało otynkowane, a jego ściany pokryte malowidłami, przedstawiającymi wzory geometryczne i sceny z mitologii. W klatce schodowej tego domu, prowadzącej do malowanej sali, odkryto skarb, który zawierał około 10,5 tysięcy srebrnych monet. Najmłodsza moneta datowana jest na 220 rok.
Z czasów bizantyjskich pochodzą ruiny dwóch kościołów. Duży zlokalizowany był w południowo-wschodniej części miasta, mały – w południowo-zachodniej. Świątynie wzniesiono prawdopodobnie na przełomie IV i V wieku. Dokładna datacja nie jest możliwa, gdyż wśród odkrytych inskrypcji żadna nie wskazywała na datę powstania świątyń. Oba kościoły reprezentują typ bazyliki o jednej apsydzie, z diakonikonem (zakrystią) i prothesisem. Kościół wschodni był trójnawową bazyliką o wymiarach 27,5×15 m, z nawą centralną zakończoną apsydą i pastoforiami w nawach bocznych. Nawa centralna i prezbiterium ozdobione były mozaikami. Do kościoła przylegały dzwonnica i baptysterium, przed wejściem znajdowało się natomiast otoczone portykiem atrium o wymiarach 18×15 m. Kościół zachodni, wzniesiony częściowo na fundamentach wcześniejszego nabatejskiego domu mieszkalnego, miał postać trójnawowej bazyliki o wymiarach 17,5×10 m. Jego wnętrze zostało bogato ozdobione mozaikami podłogowymi, przedstawiającymi oprócz motywów geometrycznych również kwiaty, owoce, ptaki i ryby. Kościół zachodni spłonął prawdopodobnie podczas najazdu arabskiego w połowie VI wieku, gdyż wewnątrz był pełen popiołu. Obok tej świątyni znajdował się powstały za czasów bizantyjskich targ.

## Historia miasta
Najstarsze zasiedlenie Mampsis datowane jest na I wiek p.n.e. Osada należała do grupy miast z późniejszego okresu nabatejskiego (podobnie jak Sobata i Ruheibe). Prawdopodobnie w tym samym czasie wytyczono szlak z Mampsis do Petry, więc osada pełniła rolę stacji karawanowej na mniej uczęszczanym szlaku, łączącym Petrę z miastami wybrzeża Morza Śródziemnego. Ponieważ okolica była uboga w naturalne źródła wody i nadającą się do uprawy ziemię, mieszkańcy wybudowali serię zapór w otaczających Mampsis od wschodu, zachodu i południa wąwozach, tworząc w ten sposób zbiorniki, magazynujące wodę z rzek okresowych, transportowaną następnie do podziemnych cystern na terenie miasta. Około 50 roku Mampsis zostało spustoszone przez koczowników. Odbudowane i zasiedlone na nowo za czasów króla Rabela II, pełniło nadal funkcję stacji karawanowej.
Inskrypcja rzymska na jednym z cmentarzy wskazuje, że Mampsis jako jedno z istotnych miast w regionie 22 marca 106 roku zostało wcielone do prowincji Arabia. Prawdopodobnie w tym czasie stacjonowały tu biorące udział w tym wydarzeniu Legion III cyrenejski i kawaleria z augustiańskiej kohorty I trackiej. Po zajęciu przez Rzymian państwa nabatejskiego w Mampsis ulokowano garnizon, strzegący szlaków pustynnych przed napadami nomadów.
Dzieje Mampsis w II i III wieku nie zostały do końca zrekonstruowane. Po aneksji rzymskiej nastąpił dynamiczny rozwój miasta. Pod koniec III wieku nadal stacjonował tu garnizon, a miasto otoczono murami. Na przełomie panowania rzymskiego i bizantyjskiego nie odnotowano przerw w zasiedleniu, gdyż miejskie fortyfikacje, powstałe w epoce rzymskiej, noszą ślady napraw epoki bizantyjskiej. Pod koniec V wieku w Mampsis wzniesiono pierwszą świątynię chrześcijańską.
Rozwój miasta w czasach bizantyjskich następował w odmienny od innych miast nabatejskich sposób. O ile Oboda, Sobata i Niccana były wznoszone od początku, o tyle w Mampsis wykorzystywano budowle z epok wcześniejszych. Świadczy to o tym, że miasto nie wyludniało się na dłuższy okres w II–VII wieku, żeby nie przywrócić go do stanu używalności z wykorzystaniem poprzednich budowli. Dlatego też jego plan jest odmienny od planów miast bizantyjskich w środkowym Negewie. Budowle sakralne wznoszono na starym planie, osadzając je na starszych budowlach lub murach miejskich. Nowe domostwa budowano w obrębie murów miejskich, uniemożliwiających rozwój przestrzenny miasta, dzieląc istniejące domy lub kosztem zwężenia ulic i placów.
Miasto zostało zniszczone najprawdopodobniej w połowie VI wieku. W jego ruinach nie znaleziono żadnych monet, datowanych po 550 roku. Możliwe, że w związku ze swoim położeniem na obrzeżach Negewu, upadło wskutek najazdu jednego z pomniejszych plemion arabskich, zanim rozpoczęła się ich wielka ekspansja w trzeciej dekadzie VII wieku. Zostało splądrowane, świątynie spalono. W jednej z kościelnych apsyd najeźdźcy zostawili graffiti. Po zniszczeniu miasto nie zostało odbudowane.